# Гольдберг-Мулькевич, Ольга
Ольга Гольдберг-Мулькевич (пол. Olga Goldberg-Mulkiewicz, 1933, Горлице, Малопольское воеводство — январь 2025, Израиль) — польско-израильский этнолог и этнограф, исследователь традиционной культуры и народного искусства польских евреев. 

## Биография
Она родилась в Горлице. В 1955 году она завершила обучение по специальности «этнология» в Ягеллонском университете, где получила степень магистра. С тех пор и до 1961 года она работала ассистентом, а затем старшим ассистентом в Институте искусств Польской академии наук. В 1961–1967 годах она была преподавателем Лодзинского университета, где в 1967 году получила докторскую степень по гуманитарным наукам в области этнологии. В том же году она эмигрировала в Израиль.
С 1969 года она работала в Еврейском университете в Иерусалиме, с 1984 года — старшим преподавателем. Там же в 1987 году она получила звание доцента. В 1975–1980 годах она работала научным консультантом в Израильском музее. В 1980–1981 годах она была научным сотрудником Кёльнского университета. С 1983 года она являлась членом научного совета Научно-исследовательского института вавилонского еврейства, а с 1990 года — членом правления Общества еврейского искусства в Иерусалиме и членом редколлегии журнала «Jerusalem Studies of Jewish Folklore». 

## Избранные публикации
- 2003: Stara i Nowa Ojczyzna - Ślady kultury Żydów polskich
- 1999: Zróżnicowanie regionalne Żydów polskich
- 1989: Ethnographic Topics Relating Jews in Polish Studies
- 1980: Postać Żyda w polskiej rzeźbie ludowej
- 1966: Bełchatowskie jako przedmiot badań nad zróżnicowaniem kulturowym